# SMX-25
Vous pouvez aider à l'améliorer ou bien discuter des problèmes sur sa page de discussion.
- Certaines informations devraient être mieux reliées aux sources mentionnées dans la bibliographie ou les liens externes. Améliorez sa vérifiabilité en les associant par des références. (Marqué depuis juillet 2025)
- Son introduction est soit absente, soit non conforme aux conventions de Wikipédia. (Marqué depuis juillet 2025)
- Il est orphelin : moins de trois articles lui sont liés. Aidez à ajouter des liens en plaçant le code [[SMX-25]] dans les articles relatifs au sujet. (Marqué depuis avril 2020)

Le SMX-25 (aussi appelé frégate de plongée) est un projet de navire de guerre, combinant les caractéristiques d'un navire de surface et d'un sous-marin. Présenté pour la première fois à l'exposition navale Euronaval 2010, il s'agit d'une continuation de l'idée de combiner le navire HMS X1 avec le sous-marin Surcouf. En termes de qualités de combat, le SMX-25 est comparé au project 1231. La longueur du navire est de 110 mètres. Le poids du sous-marin est de 3 000 tonnes. La coque semi-submersible a une forme de couteau allongée, optimisée pour une vitesse élevée en position de surface. Ce navire est développé par la société française de construction navale Naval Group. La principale caractéristique du navire est sa capacité à arriver rapidement sur des théâtres de guerre éloignés, puis à effectuer des frappes sous l'eau.
Le SMX-25 est doté de 16 missiles multifonctionnels capables de toucher des cibles de surface, sous-marines et terrestres, ainsi que de quatre torpilles. Le navire, ressemblant à un fuseau avec un rouf massif, est aussi automatisé que possible. La coque, réalisée en utilisant la technologie de la furtivité, comporte un compartiment pour transporter un groupe de sabotage-reconnaissance de 10 personnes.
| Données techniques |                                             |
| ------------------ | ------------------------------------------- |
| La vitesse         | 38 nœuds (sur l'eau), 10 nœuds (sous l'eau) |
| Équipage           | 27 personnes                                |

| Paramètres |            |
| ---------- | ---------- |
| Longueur   | 109 mètres |

| Armement  |                               |
| --------- | ----------------------------- |
| Missiles  | 16 missiles multifonctionnels |
| Torpilles | 4 tubes de torpilles          |